# La Chapelle-du-Lou
La Chapelle-du-Lou (bretonisch: Chapel-al-Loc’h; Gallo: La Chapèll-du-Lóc) ist eine Ortschaft und eine Commune déléguée in der französischen Gemeinde La Chapelle du Lou du Lac mit 908 Einwohnern (Stand: 1. Januar 2018) im Département Ille-et-Vilaine in der Region Bretagne. Die Einwohner werden Chapellois genannt.
Am 1. Januar 2016 fusionierte die Gemeinde La Chapelle-du-Lou mit der Gemeinde Le Lou-du-Lac zur Commune nouvelle La Chapelle du Lou du Lac. Sie gehörte zum Arrondissement Rennes und war Teil des Kantons Montauban-de-Bretagne.

## Geographie
La Chapelle-du-Lou liegt etwa 26 Kilometer westnordwestlich von Rennes.

## Bevölkerungsentwicklung
| Jahr                       | 1962 | 1968 | 1975 | 1982 | 1990 | 1999 | 2006 | 2013 | 2018 |
| Einwohner                  | 303  | 277  | 254  | 298  | 384  | 376  | 553  | 843  | 908  |
| Quellen: Cassini und INSEE |      |      |      |      |      |      |      |      |      |

## Sehenswürdigkeiten

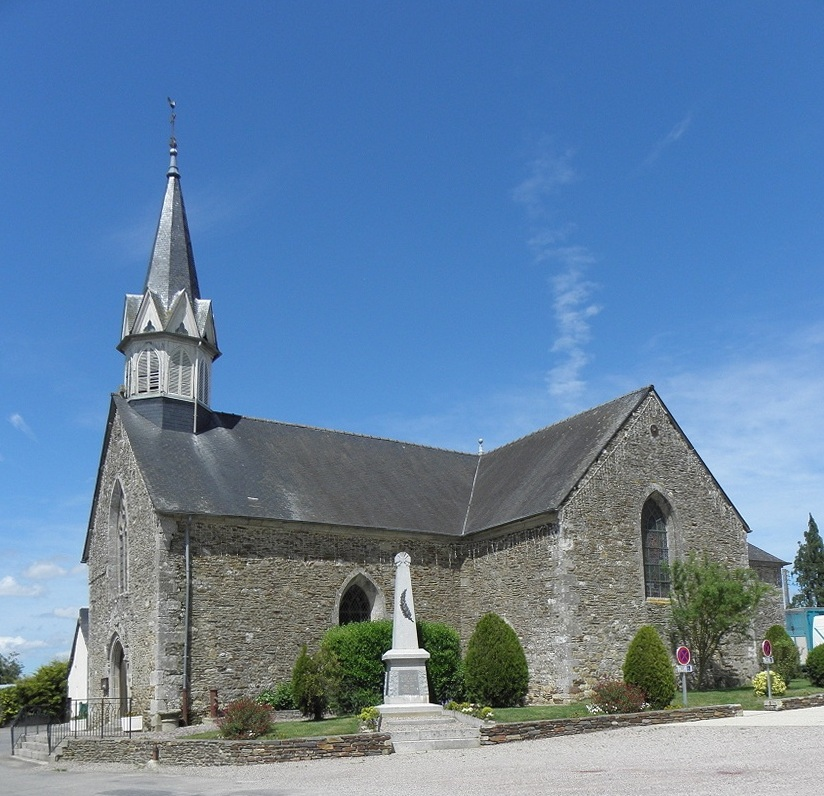
Kirche Sainte-Catherine

- Kirche Sainte-Catherine